# 天香 (长篇小说)
《天香》，王安忆的长篇小说，荣获2011年“年度优秀女性文学”奖、第二届施耐庵文学奖、第四届红楼梦奖首獎。

## 写作和出版
王安忆在采访中表示：《天香》的素材搜集、资料查询都是在图书馆找到的，而不是网络上。

## 内容
明朝嘉靖三十八年（1559年），富绅申明世在上海造园，取名“天香”。明世有儿子柯海、镇海，柯海喜欢冶游，而镇海则性格沉静。柯海娶七宝徐家之女小绸为妻，一开始感情很好。小绸与镇海之妻计氏本来不睦，但后来成为好姐妹，她还用祖传珍墨（内有药材）救了计氏的产后出血。柯海后来又娶了苏州织工闵氏之女，小绸便与他绝交。闵女儿将家传的刺绣工艺带入天香园，一开始不敢与小绸往来，因为歉疚，也疏远了柯海。由于计氏的调解，两个女人逐渐磨合，闵女儿的工艺融入小绸的诗情。创造了本地闻名的“天香园绣”。然而计氏产后落下的病根最终无法痊愈，离开人世，镇海也出家为僧。小绸悲痛之余，将计氏的两个儿子阿昉、阿潜视如己出。
阿潜长大后娶杭州沈家的希昭为妻，希昭出自书香门第，曾随当地著名的香光和尚学习书法、绘画。她将画意融入刺绣，自立一派，创造了东南闻名的“武林绣史”，将天香园绣推至巅峰。由于与小绸对刺绣意见有别，造成隔阂，但其实小绸对希昭保持着一份欣赏。阿潜最后迷上了丝竹，出走不归，后更成为了东林党人。申家后来陷入争讼，申明世准备后事，寻访名贵木材做棺材，然而最后棺材却给了夫人。申家日益破败，最后竟靠希昭卖绣勉力支撑。
阿昉之女蕙兰嫁给了身体羸弱的平民张陛，要去了“天香园绣”的名号作为嫁妆。不久她便沦为寡妇，守节不再嫁，靠绣艺勉力支撑。她收徒传艺，“天香园绣”终流入民间。

## 角色
- 申明世：长子申柯海，长媳妇徐小绸

- 申柯海：妻子徐小绸，妾闵女儿，妾落苏

- 镇海：柯海的同胞弟弟，儿子阿昉，阿潜，镇海妻子去世后，镇海出家为僧。

- 阿昉：镇海的儿子，女儿蕙兰

- 阿潜：镇海的儿子，妻子是希昭

- 阿施：柯海和小妾落苏的儿子

- 希昭：阿潜的妻子，武陵绣史

- 蕙兰：镇海的孙女，阿昉的女儿，女工艺人

## 主题和风格
《天香》以上海“申家”的“天香园”讲述江南“顾绣”的渊源。

## 评价
海派文学评论家王德威：“《天香》意图通过提供海派精神的原初历史造像，以及上海物质文明二律背反的道理。”
部分评价认为该长篇小说有点《红楼梦》的源流。